# Promate
Promate — тайванська компанія, що займається розробкою, проєктуванням та виробництвом електроніки. Має диверсифікований портфель продуктів. Володіє 17 виробничими лініями, на яких випускає периферійні пристрої для ПК та ноутбуків, сертифіковані MFi продукти, аксесуари для мобільних пристроїв та смартфонів, USB-товари, зарядні адаптери, аудіопристрої, цифрові гаджети, світлодіодні лампи та фотоаксесуари. Штаб-квартира розташована в Шеньчжені (Китай). Є представництва у США, Великій Британії, Європі, на Близькому Сході, у Південно-Східній Азії, Росії, Україні та Північній Африці.

## Історія
Promate Technologies була заснована в Тайбеї (Тайвань) на початку 2001 року як результат діяльності групи лідерів галузі ASUS, Foxconn та Pegatron. Пізніше компанія перемістила свою штаб-квартиру в Шеньчжень (Китай) та налагодила великомасштабні виробничі потужності.
У 2006 році Promate відкрила свою першу зарубіжну філію в Дубаї (ОАЕ) для обробки швидко зростаючого попиту в регіоні Близького Сходу та Африки. Офіс розташований у зоні вільної торгівлі Джебель-Алі. Має складські приміщення площею 5000 м² та штат співробітників у 130 осіб. Філія покриває потреби понад 45 ринків у регіоні МЕА.
У 2008 році Promate став сертифікованим Apple MFi брендом зі спеціальним центром досліджень та розробок у Шеньчжені (Китай).
У 2010 році Promate відкрила філію в Манілі (Філіппіни) для розширення ринків збуту в регіоні Південно-Східної Азії.
У 2013 році Promate відкрила філію в Лондоні (Великобританія).
У 2014 році у зв'язку зі стрімким зростанням попиту відкрили філію в Києві (Україна), яка покриває потреби східноєвропейського регіону.

## Продукція
Асортиментний ряд налічує понад тисячу товарних одиниць. Ключові товарні групи:
- Портативні аудіосистеми та мікрофони[8][9][10]
- Навушники та гарнітури[11][12]
- Універсальні мобільні батареї[13][14][15][16]
- Зарядні пристрої[17]
- Кабелі та хаби[18]
- Автомобільні аксесуари[19][20][21]
- Підставки для ноутбуків та смартфонів[22]
- Периферійні пристрої
- LED лампи
- Фото аксесуари
- Сумки та рюкзаки[23]
- Чохли та ремінці для мобільних пристроїв

## Діяльність
Продукція Promate продається більш ніж у 150 країнах світу через канали офлайн збуту, роздрібної торгівлі та електронної комерції.

## Нагороди та визнання
Компанія Promate Technologies отримала ряд нагород за дизайн, інноваційність та технологічність:
- iF Product Design Award в 2014—2018 роках (5 нагород)[24]
- CES Best Innovation Award в 2015 році
- Japan RedDot Award в 2017 році
- Retail Brand of year Award в 2015 році
- Taiwan Excellence Awards в 2006—2014 роках (7 нагород)
- Distree EMEA Diamond Awards в 2018 році[25]
- DISTREE Middle East Awards в 2017 році — «Кращий дизайн»[26]
- EMEA Channel Academy Award в 2014 році — номінант «Продавець року»[27]
- CES Innovation Awards Honorees в 2018 році
- Good Design Award (Japan) в 2013 році — «Кращий пристрій зв'язку»[28]
- Computex D&I Awards в 2013 році[29][30]
- Taiwan Excellence Awards в 2009 році
- Business Channel Awards в 2012 році
- Brand of year Award у 2016 році[31]
- Business Channel Awards в 2009 році[32]